# Jules Méline
Pour les articles homonymes, voir Méline.
Jules Méline, né le 20 mai 1838 à Remiremont (Vosges) et mort le 21 décembre 1925 à Paris (Seine), est un homme politique français.
Républicain modéré, défenseur du monde agricole, il met en place en 1892 des mesures protectionnistes pour les produits agricoles (tarif Méline). Plusieurs fois ministre, il est président du Conseil de 1896 à 1898 et se présente sans succès à l’élection présidentielle de 1899.

## Biographie
Avocat à Paris sous le Second Empire, Jules Méline participe en 1861 à la fondation de l'hebdomadaire Le Travail avec le jeune Clemenceau ; ce nom est aussi celui de la loge maçonnique à laquelle il appartient.
Adjoint au maire du 1er arrondissement de Paris après le 4 septembre 1870, il est élu membre de la Commune le 26 mars 1871, mais démissionne peu après.
Candidat à une élection partielle à l'Assemblée nationale en octobre 1872, il l’emporte. Il est ensuite élu député sans concurrent à Remiremont, en décembre 1877. Il est l'un des signataires du manifeste des 363. Durant les débats parlementaires, il met en avant l'industrie textile, très présente dans sa circonscription. Très lié aux filateurs vosgiens, il fonde le Syndicat général de l'industrie cotonnière française.
Il devient sous-secrétaire d'État à la Justice en 1877 dans le gouvernement Jules Simon, puis ministre de l'Agriculture en 1883 sous le deuxième gouvernement Ferry. Il doit alors faire face à une crise agricole et fait voter des droits sur l'importation des céréales et du bétail.
Après la chute de Ferry, il s'engage contre les radicaux. En 1888, il est élu président de la Chambre des députés. Candidat face à Georges Clemenceau, il gagne le perchoir grâce au privilège de l'âge, son adversaire ayant recueilli le même nombre de suffrages que lui. Après la mort de Ferry, son influence sur les républicains modérés grandit ; il organise un groupe de pression parlementaire protectionniste et se prononce contre le projet d’impôt sur le revenu du cabinet Léon Bourgeois, qui doit démissionner.

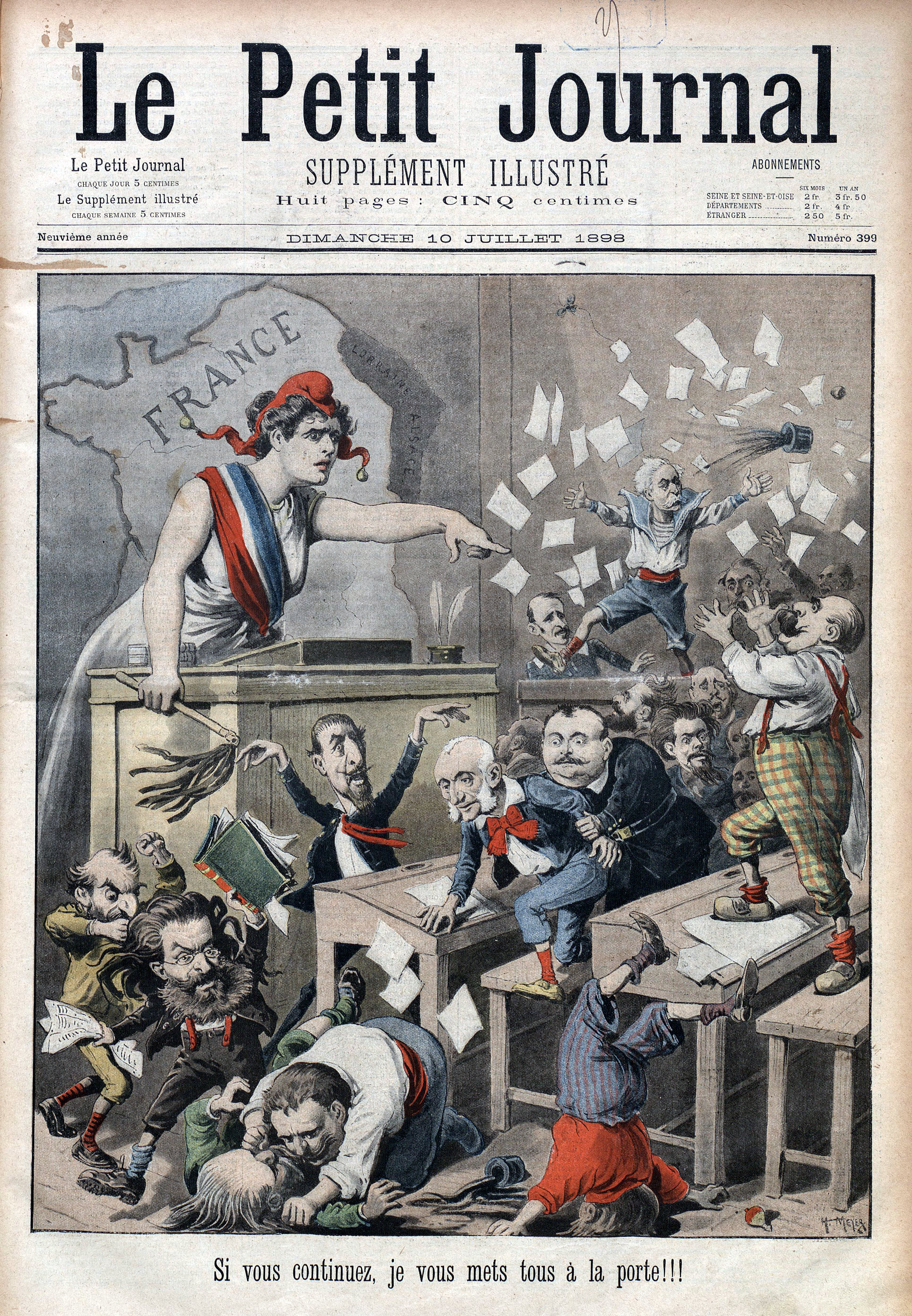
« Si vous continuez, je vous mets tous à la porte ! », Le Petit Journal, 10 juillet 1898.

Succédant à Bourgeois, Jules Méline exerce la fonction de président du Conseil des ministres du 28 avril 1896 au 28 juin 1898. Son gouvernement dure ainsi 26 mois, ce qui en fait l’un des plus longs de la IIIe République. Il ne fait appel qu'à des ministres républicains mais s'appuie sur la droite pour faire voter ses lois. Méline détient également le portefeuille de l'Agriculture, contrairement aux autres président de Conseil, qui choisissent le plus souvent l'Intérieur, la Justice ou les Affaires étrangères. L'affaire Dreyfus fragilise cependant sa position et la poussée des radicaux aux élections législatives de 1898 le pousse à sa démission. Il est remplacé par Henri Brisson à la tête du gouvernement.
Candidat à l'élection présidentielle de 1899, il obtient 279 voix (34,4 % des suffrages exprimés) contre 483 (59,5 %) à Émile Loubet. Méline se place alors en centre droit et s'oppose au bloc des gauches, à la laïcisation et renie ses positions franc-maçonniques. En 1902, il est réélu député à Remiremont alors qu’il est attaqué à droite comme sur sa gauche. En 1904, il perd son siège au conseil général des Vosges.
Il est élu en 1903 sénateur des Vosges et réélu en 1909. Au nom de l'Union sacrée, il participe au cinquième gouvernement Briand (1915-1916) en tant que ministre de l’Agriculture. En 1920, il n'a pas de concurrent au scrutin sénatorial et jouit d'un important prestige national. En mars 1925, le président de séance du Sénat note que l’ensemble de l’hémicycle semble captivé durant son intervention au sujet du marché des céréales. Il meurt la même année . Il est inhumé au cimetière de Remiremont, dans ses Vosges natales. Son épitaphe est ainsi rédigée : « Ici repose celui qui ne s'est jamais reposé ».

## Prises de position

### Affaire Dreyfus
Son passage à la tête du gouvernement est marqué par l'affaire Dreyfus. Alors que le camp des dreyfusards voit ses effectifs augmenter, il déclare le 4 décembre 1897 : « Il n'y a pas d'affaire Dreyfus. Il n'y a pas en ce moment, il ne peut y avoir d'affaire Dreyfus », se positionnant ainsi contre Dreyfus, et s'opposant à la révision de son procès.

### Défenseur de l'agriculture
Pour Méline, l'économie française peut être assimilée à un arbre dans lequel l'industrie représente les branches et les feuilles, et où l'agriculture représente le tronc et les racines. Le mélinisme met donc pleinement en valeur l'agriculture, et s'oppose en ce sens au saint-simonisme qui peut se résumer dans la formule : « Tout par l'industrie, tout pour l'industrie. » On lui doit la création de l'ordre du Mérite agricole, mais aussi des écoles pratiques d'agriculture.

#### «Tarif Méline»
Jules Méline, alors président de la commission des douanes de la Chambre des députés, et chef de file des parlementaires opposés au libre-échange, est notamment connu pour avoir donné son nom aux « tarifs Méline » de janvier 1892, loi protectionniste visant à protéger l'agriculture française de la concurrence internationale, et marquant la fin de la politique de libre-échange entamée sous le Second Empire. Il prend ensuite, en avril 1893, la présidence d'une association patronale protectionniste, l'Association de l'industrie et de l'agriculture françaises.

#### Sociétés de Crédit agricole
Il est à l'origine de la loi du 5 novembre 1894 créant les sociétés locales de Crédit agricole, en s'inspirant du schéma mutualiste mis en place en Allemagne. Cette loi autorise la constitution, entre les membres des syndicats agricoles, de caisses locales ayant pour objet de faciliter l’octroi de crédits nécessaires au financement de la production agricole.

## Détail des mandats et fonctions

### Fonctions ministérielles
- Sous-secrétaire d'État à la Justice et aux Cultes du 21 décembre 1876 au 17 mai 1877 dans le gouvernement Jules Simon
- Ministre de l'Agriculture du 21 février 1883 au 6 avril 1885 dans le gouvernement Jules Ferry (2)
- Président du Conseil et ministre de l'Agriculture du 29 avril 1896 au 28 juin 1898 dans le gouvernement Jules Méline
- Ministre de l'Agriculture du 29 octobre 1915 au 12 décembre 1916 dans le gouvernement Aristide Briand (5)

### Mandats électifs
- 1871-1907 : conseiller général des Vosges (canton de Corcieux) ; président du conseil général des Vosges de 1893 à 1904.
- 1872-1903 : député des Vosges
- 1903-1925 : sénateur des Vosges
- 4 avril 1888 – 11 novembre 1889 : président de la Chambre des députés

## Ouvrages
- Le Retour à la terre... (1905)
- Le Salut par la terre (1919)

## Décorations
- Commandeur de l'ordre du Mérite agricole (1900)

## Hommages
Le nom de Jules Méline est donné à une nouvelle rue du lotissement de la Petite-Mouche à Épinal en 1953.
Une rue porte le nom de Jules Méline à Bezannes.

### Archives
Collection de lettres de Jules Méline (1865-1956).  Cote : FRAD088_274J. Archives départementales des Vosges (présentation en ligne).

### Notices biographiques
- « Jules Méline », dans Adolphe Robert et Gaston Cougny, Dictionnaire des parlementaires français, Edgar Bourloton, 1889-1891 [détail de l’édition]
- Jean El Gammal, François Roth et Jean-Claude Delbreil, Dictionnaire des Parlementaires lorrains de la Troisième République, Serpenoise, 2006 (ISBN 2-87692-620-2 et 978-2-87692-620-2, OCLC 85885906, lire en ligne), p. 389-390
- « Notice Méline Jules », sur maitron.fr, Le Maitron, dictionnaire bibliographique du mouvement ouvrier et du mouvement social, Association Les Amis du Maitron (consulté le 17 août 2021)